# Palazzo Piccioli
Palazzo Piccioli si trova a Firenze in via Tornabuoni 1, angolo Lungarno Corsini, dirimpetto al Ponte Santa Trinita e davanti a palazzo Spini-Feroni.
Il palazzo, come quelli contigui sia su via Tornabuoni che sul Lungarno, faceva originariamente parte dei possedimenti dei Gianfigliazzi, ed era chiamato "Casino di Santa Trinita", per le dimensioni modeste e la vicinanza con la basilica di Santa Trinita. Nel Settecento vi aveva sede l'Accademia dei Nobili. Il palazzo d'angolo pervenne ai Piccioli dai Fontebuoni, che a loro volta l'avevano ereditato dai Gianfigliazzi dopo l'estinzione familiare nel 1764.
Il palazzo attuale, di forme cinquecentesche, si presenta con una facciata a quattro assi sul lungarno e a cinque sulla via, con un terzo piano che risale a un'aggiunta ottocentesca. Nello stesso periodo venne unificato il pianterreno con quello dell'adiacente torre dei Gianfigliazzi, da adibire ad usi commerciali, che mantiene tutt'oggi.